# Перу (Индиана)
Перу (англ. Peru) — город и административный центр округа Майами в штате Индиана США.

## Описание
Перу, город, центр (1834 г.) округа Майами, северо-центральная часть Индианы, США. Город расположен на реке Уобаш недалеко от её слияния с Миссисиневой, на полпути между Саут-Бендом (110 км к северу) и Индианаполисом. Основанный в 1829 году как Майамиспорт на месте индейской деревни майами и переименованный в 1834 году в честь южноамериканской страны, Перу в настоящее время является транспортным, промышленным и сельскохозяйственным торговым центром. Его продукция включает электрическое и отопительное оборудование, пластмассы, продукты питания, бумагу и изделия из дерева. Реликвии пионеров, цирка и индейцев представлены в Музее округа Майами. Автор песен Коул Портер родился и похоронен в Перу. Музей фестиваля Circus City и Международный зал славы цирка увековечивают былую славу Перу как одного из ведущих мест зимнего проживания среди цирков страны. Инкорпорированный город с 1848 года; город с 1867 года. Население в 2000 году 12 994; в 2010 — 11 417 жителей.

## Население
| 1850 | 2010    | 2020    |
| ---- | ------- | ------- |
| 1266 | ↗11 417 | ↘11 073 |